# Cloverleaf
Cloverleaf è un census-designated place degli Stati Uniti d'America situato nella contea di Harris dello Stato del Texas.
La popolazione era di 22.942 persone al censimento del 2010.

## Geografia fisica
Cloverleaf è situata a 29°47′05″N 95°10′23″W (29.784676, -95.172959), tra Jacinto City e Channelview lungo la Interstate 10.
Secondo lo United States Census Bureau, ha un'area totale di 3,3 miglia quadrate (8,6 km²).

## Società

### Evoluzione demografica
Secondo il censimento del 2000, c'erano 23.508 persone, 7.287 nuclei familiari e 5.800 famiglie residenti nella città. La densità di popolazione era di 6.589,2 persone per miglio quadrato (2.542,4/km²). C'erano 7.865 unità abitative a una densità media di 2,204.5/sq mi (850,6/km²). La composizione etnica della città era formata dal 58,77% di bianchi, il 16,11% di afroamericani, lo 0,59% di nativi americani, l'1,51% di asiatici, lo 0,05% di isolani del Pacifico, il 20,27% di altre razze, e il 2,71% di due o più etnie. Ispanici o latinos di qualunque razza erano il 44,34% della popolazione.
C'erano 7.287 nuclei familiari di cui il 46,7% aveva figli di età inferiore ai 18 anni, il 57,9% aveva coppie sposate conviventi, il 14,9% aveva un capofamiglia femmina senza marito, e il 20,4% erano non-famiglie. Il 16,1% di tutti i nuclei familiari erano individuali e il 3,9% aveva componenti con un'età di 65 anni o più che vivevano da soli. Il numero di componenti medio di un nucleo familiare era di 3,23 e quello di una famiglia era di 3,61.
La popolazione era composta dal 33,7% di persone sotto i 18 anni, l'11,6% di persone dai 18 ai 24 anni, il 30,7% di persone dai 25 ai 44 anni, il 18,2% di persone dai 45 ai 64 anni, e il 5,8% di persone di 65 anni o più. L'età media era di 28 anni. Per ogni 100 femmine c'erano 101,8 maschi. Per ogni 100 femmine dai 18 anni in giù, c'erano 98,4 maschi.
Il reddito medio di un nucleo familiare era di 37.449 dollari e quello di una famiglia era di 40.231 dollari. I maschi avevano un reddito medio di 30.958 dollari contro i 25.044 dollari delle femmine. Il reddito pro capite era di 16.245 dollari. Circa il 15,6% delle famiglie e il 20,3% della popolazione erano sotto la soglia di povertà, incluso il 26,8% di persone sotto i 18 anni e il 4,9% di persone di 65 anni o più.